# Fremtidens borgere
Fremtidens borgere er en dansk film fra 1946 instrueret af Theodor Christensen efter hans eget manuskript.

## Handling
Ungdomsudvalget (nedsat 1939) har haft som opgave at arbejde med problemet om ungdommens udvikling og uddannelse på faglige, kulturelle og samfundsmæssige områder. Loven om ungdomsskolen for den ufaglærte ungdom fra 1942 følges i dens tilblivelse, de vilkår denne ungdom lever under, og filmen giver glimt af udvalgets arbejde. Endelig viser den lovens praktiske gennemførelse i en bestemt by, Esbjerg, hvor lærer Krog følges i hans idealistiske arbejde med at etablere skolen trods modstand.